# Olympische Sommerspiele 1984/Teilnehmer (Kanada)
| Gelbes Symbol für Goldmedaillen mit stilisierten Olympischen Ringen | Graues Symbol für Silbermedaillen mit stilisierten Olympischen Ringen | Braundes Symbol für Bronzemedaillen mit stilisierten Olympischen Ringen |
| ------------------------------------------------------------------- | --------------------------------------------------------------------- | ----------------------------------------------------------------------- |
| 10                                                                  | 18                                                                    | 16                                                                      |

Kanada nahm an den Olympischen Sommerspielen 1984 in Los Angeles, USA, teil. Insgesamt gingen 408 Athleten, 255 Männer und 151 Frauen, in 23 Sportarten ins Rennen. Fahnenträger bei der Eröffnungsfeier war der Schwimmer Alexander Baumann.

## Teilnehmer nach Sportarten

### Basketball
| Männer - 4. Platz - Kader John Hatch Gordon Herbert Gerald Kazanowski Howie Kelsey Danny Meagher Eli Pasquale Romel Raffin Tony Simms Karl Tilleman Jay Triano Bill Wennington Greg Wiltjer | Frauen - 4. Platz - Kader Andrea Blackwell Candi Clarkson-Lohr Debbie Huband Toni Kordic Alison Lang Tracie McAra Anna Pendergast Lynn Polson Carol Sealey Bev Smith Sylvia Sweeney Misty Thomas |

### Bogenschießen
Frauen
- Wanda Allan-Sadegur
Einzel: 36. Platz

- Linda Kazienko
Einzel: 25. Platz

- Lucille Lemay
Einzel: 33. Platz

### Boxen
Männer
- Willie deWit
Schwergewicht: Silber

- Rick Duff
Mittelgewicht: 2. Runde

- Bill Dunlop
Fliegengewicht: 1. Runde

- Wayne Gordon
Weltergewicht: 1. Runde

- John Kalbhenn
Leichtgewicht: 3. Runde

- Denis Lambert
Halbweltergewicht: 2. Runde

- Lennox Lewis
Superschwergewicht: Viertelfinale

- Shawn O’Sullivan
Halbmittelgewicht: Silber

- Steve Pagendam
Federgewicht: 2. Runde

- Dale Walters
Bantamgewicht: Bronze

### Fechten
| Männer - Jean-Marie Banos Säbel, Einzel: 27. Platz Säbel, Mannschaft: 7. Platz - Jean-Paul Banos Säbel, Einzel: 19. Platz Säbel, Mannschaft: 7. Platz - Jacques Cardyn Degen, Mannschaft: 4. Platz - Jean-Marc Chouinard Degen, Einzel: 31. Platz Degen, Mannschaft: 4. Platz - Alain Côté Degen, Mannschaft: 4. Platz - Michel Dessureault Degen, Einzel: 10. Platz Degen, Mannschaft: 4. Platz - Marc Lavoie Säbel, Mannschaft: 7. Platz - Claude Marcil Säbel, Einzel: 27. Platz Säbel, Mannschaft: 7. Platz - Daniel Perreault Degen, Einzel: 19. Platz Degen, Mannschaft: 4. Platz - Eli Sukunda Säbel, Mannschaft: 7. Platz | Frauen - Marie-Huguette Cormier Florett, Mannschaft: 9. Platz - Caroline Mitchell Florett, Einzel: 36. Platz Florett, Mannschaft: 9. Platz - Madeleine Philion Florett, Einzel: 24. Platz Florett, Mannschaft: 9. Platz - Jacynthe Poirier Florett, Einzel: 25. Platz Florett, Mannschaft: 9. Platz - Shelley Steiner Florett, Mannschaft: 9. Platz |

### Fußball
Männer
- Viertelfinale

- Kader
  - Tor

1 Tino Lettieri
22 Sven Habermann
  - Abwehr

2 Bob Lenarduzzi
3 Bruce Wilson
4 Terry Moore
5 Ian Bridge
17 Craig Martin
  - Mittelfeld

6 Randy Ragan
7 David Norman
8 Gerry Gray
11 Mike Sweeney
14 Pasquale de Luca
15 Paul James
  - Sturm

9 Ken Garraway
10 Dale Mitchell
12 Igor Vrablić
16 John Catliff

### Gewichtheben
Männer
- Claude Dallaire
Leichtgewicht: DNF

- Yvan Darsigny
Leichtschwergewicht: 7. Platz

- Jacques Demers
Mittelgewicht: Silber

- Denis Garon
Mittelschwergewicht: 12. Platz

- Michel Pietracupa
Mittelgewicht: 9. Platz

- Kevin Roy
I. Schwergewicht: 4. Platz

- Albert Squires
II. Schwergewicht: 5. Platz

### Hockey
| Männer - 10. Platz - Kader Julian Austin David Bissett Pat Burrows Pat Caruso Paul Chohan Ernie Cholakis Aaron Fernandes Ken Goodwin Kip Hladky Bruce Macpherson Reg Plummer Trevor Porritt Ross Rutledge Niki Sandhu Harbhajan Singh Rai Rob Smith | Frauen - 5. Platz - Kader Shelley Andrews Lisa Bauer Sharon Bayes Lynne Beecroft Laura Branchaud Nancy Charlton Sharon Creelman Phyllis Ellis Sheila Forshaw Karen Hewlett Laurie Lambert Zoe Mackinnon Jean Major Darlene Stoyka Diane Virjee Terry Wheatley |

### Judo
Männer
- Glenn Beauchamp
Leichtgewicht: 5. Platz

- Mark Berger
Schwergewicht: Bronze

- Fred Blaney
Offene Klasse: 9. Platz

- Kevin Doherty
Halbmittelgewicht: 7. Platz

- Brad Farrow
Halbleichtgewicht: 14. Platz

- Louis Jani
Mittelgewicht: 18. Platz

- Joseph Meli
Halbschwergewicht: 5. Platz

- Phil Takahashi
Ultraleichtgewicht: 18. Platz

### Kanu
| Männer - Steve Botting Canadier-Zweier, 500 Meter: 5. Platz Canadier-Zweier, 1000 Meter: 7. Platz - Don Brien Kajak-Vierer, 1000 Meter: 9. Platz - Larry Cain Canadier-Einer, 500 Meter: Gold Canadier-Einer, 1000 Meter: Silber - Hugh Fisher Kajak-Zweier, 500 Meter: Bronze Kajak-Zweier, 1000 Meter: Gold - Mark Holmes Kajak-Vierer, 1000 Meter: 9. Platz - Don Irvine Kajak-Vierer, 1000 Meter: 9. Platz - Alwyn Morris Kajak-Zweier, 500 Meter: Bronze Kajak-Zweier, 1000 Meter: Gold - Scott Oldershaw Kajak-Einer, 500 Meter: Halbfinale - Colin Shaw Kajak-Vierer, 1000 Meter: 9. Platz - Eric Smith Canadier-Zweier, 500 Meter: 5. Platz Canadier-Zweier, 1000 Meter: 7. Platz - Alan Thomson Kajak-Einer, 1000 Meter: Halbfinale | Frauen - Alexandra Barré Kajak-Zweier, 500 Meter: Silber Kajak-Vierer, 500 Meter: Bronze - Lucie Guay Kajak-Einer, 500 Meter: 7. Platz Kajak-Vierer, 500 Meter: Bronze - Susan Holloway Kajak-Zweier, 500 Meter: Silber Kajak-Vierer, 500 Meter: Bronze - Barbara Olmsted Kajak-Vierer, 500 Meter: Bronze |

### Leichtathletik
| Männer - Laslo Babits Speerwurf: 8. Platz - Tim Bethune 400 Meter: Vorläufe 4 × 400 Meter: 8. Platz - Art Boileau Marathon: 44. Platz - Alain Bordeleau Marathon: 65. Platz - Matt Catalano Kugelstoßen: 18. Platz in der Qualifikation - Bishop Dolegiewicz Kugelstoßen: 11. Platz - Greg Duhaime 3000 Meter Hindernis: Halbfinale - Dave Edge Marathon: DNF - Jeff Glass 110 Meter Hürden: 8. Platz - Bob Gray Diskuswurf: 14. Platz in der Qualifikation - Lloyd Guss 400 Meter Hürden: Vorläufe - Douglas Hinds 400 Meter: Viertelfinale 4 × 400 Meter: 8. Platz - Sterling Hinds 4 × 100 Meter: Bronze - Simon Hoogewerf 800 Meter: Vorläufe - Marcel Jobin 20 Kilometer Gehen: 21. Platz 50 Kilometer Gehen: DNF - Ben Johnson 100 Meter: Bronze 4 × 100 Meter: Bronze - François Lapointe 20 Kilometer Gehen: 11. Platz 50 Kilometer Gehen: disqualifiziert - Guillaume LeBlanc 20 Kilometer Gehen: 4. Platz 50 Kilometer Gehen: DNF - Pierre Leveille 400 Meter Hürden: Vorläufe - Atlee Mahorn 200 Meter: Halbfinale - Mark McKoy 110 Meter Hürden: 4. Platz - Alain Metellus Hochsprung: 20. Platz in der Qualifikation - Ian Newhouse 400 Meter Hürden: Vorläufe - Milt Ottey Hochsprung: 6. Platz - Bruce Roberts 800 Meter: Viertelfinale - Bryan Saunders 400 Meter: Vorläufe 4 × 400 Meter: 8. Platz - Tony Sharpe 100 Meter: 8. Platz 200 Meter: Viertelfinale 4 × 100 Meter: Bronze - Michael Sokolowski 4 × 400 Meter: 8. Platz - Eric Spence 110 Meter Hürden: Vorläufe - Dave Steen Zehnkampf: 8. Platz - Desai Williams 100 Meter: Halbfinale 200 Meter: Halbfinale 4 × 100 Meter: Bronze - Paul Williams 5000 Meter: Halbfinale 10.000 Meter: Vorläufe | Frauen - Angela Bailey 100 Meter: 6. Platz 200 Meter: Halbfinale 4 × 100 Meter: Silber - Sue Bradley-Kameli 100 Meter Hürden: Halbfinale - Debbie Brill Hochsprung: 5. Platz - Ranza Clark 800 Meter: Halbfinale - Charmaine Crooks 400 Meter: 7. Platz 4 × 400 Meter: Silber - Geri Fitch 3000 Meter: Vorläufe - Sue French-Lee 3000 Meter: Vorläufe - France Gareau 100 Meter: Viertelfinale 4 × 100 Meter: Silber - Jacqueline Gareau Marathon: DNF - Carmen Ionescu Kugelstoßen: 12. Platz Diskuswurf: 13. Platz in der Qualifikation - Lynn Kanuka-Williams 3000 Meter: Bronze - Molly Killingbeck 400 Meter: Halbfinale 4 × 400 Meter: Silber - Sylvia Malgadey-Forgrave 100 Meter Hürden: Halbfinale - Anne Marie Malone Marathon: 17. Platz - Brit McRoberts 1500 Meter: 7. Platz - Karen Nelson 100 Meter Hürden: Vorläufe - Andrea Page 400 Meter Hürden: Halbfinale - Marita Payne-Wiggins 400 Meter: 4. Platz 4 × 100 Meter: Silber 4 × 400 Meter: Silber - Connie Polman-Tuin Siebenkampf: 16. Platz - Brigitte Reid Hochsprung: 27. Platz in der Qualifikation - Jillian Richardson 4 × 400 Meter: Silber - Jill Ross-Giffen Siebenkampf: 15. Platz - Sylvie Ruegger Marathon: 8. Platz - Debbie Scott-Bowker 1500 Meter: 10. Platz - Donna Smellie Siebenkampf: 17. Platz - Christine Slythe 800 Meter: Halbfinale - Angella Taylor-Issajenko 100 Meter: 8. Platz 4 × 100 Meter: Silber - Grace Verbeek 800 Meter: Halbfinale - Dana Wright 400 Meter Hürden: Vorläufe 4 × 400 Meter: Silber |

### Radsport
| Männer - Steve Bauer Straßenrennen: Silber - Louis Garneau Straßenrennen: 33. Platz - Curt Harnett 1000 Meter Zeitfahren: Silber - Pierre Harvey Straßenrennen: DNF 100 Kilometer Mannschaftszeitfahren: 14. Platz - Alain Masson Straßenrennen: DNF 100 Kilometer Mannschaftszeitfahren: 14. Platz - Alex Ongaro Sprint: 7. Runde - Robert Pulfer 100 Kilometer Mannschaftszeitfahren: 14. Platz - Alex Stieda 4000 Meter Einerverfolgung: 14. Platz Punktefahren: 23. Platz - Gary Trevisiol 4000 Meter Einerverfolgung: 17. Platz in der Qualifikation Punktefahren: 18. Platz - Martin Willock 100 Kilometer Mannschaftszeitfahren: 14. Platz | Frauen - Marie-Claude Audet Straßenrennen: 24. Platz - Geneviève Robic-Brunet Straßenrennen: 22. Platz - Karen Strong Straßenrennen: 27. Platz |

### Reiten
- Liz Ashton
Vielseitigkeitsreiten, Einzel: 38. Platz
Vielseitigkeitsreiten, Mannschaft: 10. Platz

- Bonny Chesson
Dressur, Einzel: 20. Platz
Dressur, Mannschaft: 7. Platz

- Mario Deslauriers
Springen, Einzel: 4. Platz
Springen, Mannschaft: 4. Platz

- Jim Elder
Springen, Mannschaft: 4. Platz

- Hugh Graham
Springen, Einzel: 19. Platz
Springen, Mannschaft: 4. Platz

- Martha Griggs
Vielseitigkeitsreiten, Einzel: 35. Platz
Vielseitigkeitsreiten, Mannschaft: 10. Platz

- Christilot Hanson-Boylen
Dressur, Einzel: 10. Platz
Dressur, Mannschaft: 7. Platz

- Ian Millar
Springen, Einzel: 14. Platz
Springen, Mannschaft: 4. Platz

- Kelly Plitz
Vielseitigkeitsreiten, Einzel: 25. Platz
Vielseitigkeitsreiten, Mannschaft: 10. Platz

- Eva Maria Pracht
Dressur, Einzel: 25. Platz
Dressur, Mannschaft: 7. Platz

- Edie Tarves
Vielseitigkeitsreiten, Einzel: 33. Platz
Vielseitigkeitsreiten, Mannschaft: 10. Platz

### Rhythmische Sportgymnastik
Frauen
- Adrianne Dunnett
Einzel: 17. Platz

- Lori Fung
Einzel: Gold

### Ringen
Männer
- Wayne Brightwell
Schwergewicht, Freistil: 8. Platz

- Clark Davis
Halbschwergewicht, Freistil: 4. Platz

- Larry Holmes
Bantamgewicht, Freistil: 2. Runde

- Garry Kallos
Halbschwergewicht, griechisch-römisch: 2. Runde

- David McKay
Leichtgewicht, Freistil: 3. Runde

- Robert Molle
Superschwergewicht, Freistil: Silber

- Marc Mongeon
Weltergewicht, Freistil: 7. Platz

- Chris Rinke
Mittelgewicht, Freistil: Bronze

- Bob Robinson
Federgewicht, Freistil: 3. Runde

- Louis Santerre
Mittelgewicht, griechisch-römisch: 7. Platz

- Jeff Stuebing
Weltergewicht, griechisch-römisch: 3. Runde

- Ray Takahashi
Fliegengewicht, Freistil: 4. Platz

- Doug Yeats
Federgewicht, griechisch-römisch: 5. Platz

### Rudern
| Männer - Robert Mills Einer: Bronze - Peter MacGowan & Tim Storm Doppelzweier: 6. Platz - John Houlding & Jim Relle Zweier ohne Steuermann: Hoffnungslauf - Harold Backer, Tan Barkley & Tony Zasada Zweier mit Steuermann: 5. Platz - Bruce Ford, Doug Hamilton, Mike Hughes & Phil Monckton Doppelvierer: Bronze - Stephen Beatty, Ted Gibson, David Johnson & Tim Turner Vierer ohne Steuermann: 7. Platz - Tim Christian, Richard Doey, Dave Ross, Paul Tessier & Nick Toulmin Vierer mit Steuermann: 5. Platz - Dean Crawford, Mark Evans, Mike Evans, Blair Horn, Grant Main, Brian McMahon, Kevin Neufeld, Paul Steele & Patrick Turner Achter: Gold | Frauen - Andrea Schreiner Einer: 4. Platz - Danièle Laumann & Silken Laumann Doppelzweier: Bronze - Elizabeth Craig & Tricia Smith Zweier ohne Steuerfrau: Silber - Barbara Armbrust, Marilyn Brain, Angela Schneider, Lesley Thompson & Jane Tregunno Vierer mit Steuerfrau: Silber - Vicki Harber, Janice Mason, Lisa Roy, Carolyn Trono & Dolores Young Doppelvierer mit Steuerfrau: 7. Platz - Lesley Anderson-Herweck, Christine Clarke, Carol Colgan, Gail Cort, Joanie Gillingham, Kathey Lichty, Cathy Lund, Lisa Robertson & Kay Worthington Achter: 7. Platz |

### Schießen
| Männer - Mark Bedlington Laufende Scheibe: 20. Platz - Bob Cheyne Luftgewehr: 23. Platz Kleinkaliber, Dreistellungskampf: 9. Platz - Tom Guinn Freie Pistole: 18. Platz - Mark Howkins Schnellfeuerpistole: 13. Platz - David Lee Laufende Scheibe: 5. Platz - Guy Lorion Luftgewehr: 11. Platz - Jean-François Sénécal Kleinkaliber, Dreistellungskampf: 24. Platz - Jules Sobrian Schnellfeuerpistole: 37. Platz - Patrick Vamplew Kleinkaliber, liegend: 25. Platz - Robert Zedwane Kleinkaliber, liegend: 30. Platz | Offene Klasse - Pat Bawtinheimer Trap: 17. Platz - Daniel Belli Skeet: 47. Platz - John Primrose Trap: 16. Platz | Frauen - Sharon Bowes Luftgewehr: 4. Platz Kleinkaliber, Dreistellungskampf: 19. Platz - Christina Schulze-Ashcroft Kleinkaliber, Dreistellungskampf: 22. Platz - Jackie Terry Luftgewehr: 28. Platz - Linda Thom Sportpistole: Gold |

### Schwimmen
| Männer - Alex Baumann 200 Meter Freistil: 17. Platz 4 × 100 Meter Freistil: 7. Platz 4 × 200 Meter Freistil: 5. Platz 200 Meter Lagen: Gold 400 Meter Lagen: Gold - Rob Chernoff 200 Meter Lagen: 21. Platz - Dave Churchill 100 Meter Freistil: 22. Platz 4 × 100 Meter Freistil: 7. Platz 100 Meter Schmetterling: 19. Platz - Benoit Clément 4 × 200 Meter Freistil: 5. Platz - Victor Davis 100 Meter Brust: Silber 200 Meter Brust: Gold 4 × 100 Meter Lagen: Silber - Peter Dobson 400 Meter Lagen: 14. Platz - Ken Fitzpatrick 200 Meter Brust: 5. Platz - Sandy Goss 4 × 100 Meter Freistil: 7. Platz 4 × 200 Meter Freistil: 5. Platz 100 Meter Rücken: 7. Platz 4 × 100 Meter Lagen: Silber - Cameron Henning 200 Meter Rücken: Bronze - Blair Hicken 100 Meter Freistil: 29. Platz 4 × 100 Meter Freistil: 7. Platz - Wayne Kelly 4 × 200 Meter Freistil: 5. Platz - Levente Mady 4 × 100 Meter Freistil: 7. Platz - Tom Ponting 100 Meter Schmetterling: 9. Platz 200 Meter Schmetterling: 6. Platz 4 × 100 Meter Lagen: Silber - Dave Shemilt 400 Meter Freistil: 19. Platz 1500 Meter Freistil: 7. Platz - Peter Szmidt 200 Meter Freistil: 14. Platz 400 Meter Freistil: 11. Platz 4 × 200 Meter Freistil: 5. Platz - Marco Veilleux 100 Meter Brust: 19. Platz - Bernard Volz 1500 Meter Freistil: 13. Platz - Peter Ward 200 Meter Schmetterling: 7. Platz - Mike West 100 Meter Rücken: Bronze 200 Meter Rücken: 10. Platz 4 × 100 Meter Lagen: Silber | Frauen - Reema Abdo 100 Meter Rücken: 14. Platz 200 Meter Rücken: 12. Platz 4 × 100 Meter Lagen: Bronze - Lisa Borsholt 100 Meter Brust: 13. Platz - Melinda Copp 200 Meter Rücken: 19. Platz - Julie Daigneault 200 Meter Freistil: 11. Platz 400 Meter Freistil: 8. Platz - Alison Dozzo 200 Meter Lagen: 11. Platz - Nathalie Gingras 400 Meter Lagen: 5. Platz - Jill Horstead 200 Meter Schmetterling: 9. Platz - Jane Kerr 100 Meter Freistil: 14. Platz 200 Meter Freistil: 14. Platz 4 × 100 Meter Freistil: 5. Platz - Carol Klimpel 4 × 100 Meter Freistil: 5. Platz - Mary Lubawski 200 Meter Brust: 12. Platz - Michelle MacPherson 100 Meter Rücken: 19. Platz 100 Meter Schmetterling: 5. Platz 200 Meter Lagen: 10. Platz 4 × 100 Meter Lagen: Bronze - Cheryl McArton 4 × 100 Meter Freistil: 5. Platz - Donna McGinnis 400 Meter Freistil: 10. Platz 800 Meter Freistil: 10. Platz 400 Meter Lagen: 6. Platz - Marie Moore 100 Meter Schmetterling: 17. Platz 200 Meter Schmetterling: 11. Platz - Maureen New 4 × 100 Meter Freistil: 5. Platz - Anne Ottenbrite 100 Meter Brust: Silber 200 Meter Brust: Gold 4 × 100 Meter Lagen: Bronze - Pamela Rai 100 Meter Freistil: 12. Platz 4 × 100 Meter Freistil: 5. Platz 4 × 100 Meter Lagen: Bronze - Karen Ward 800 Meter Freistil: 8. Platz |

### Segeln
- Eric Graveline
Windsurfen: 19. Platz

- Terry Neilson
Finn-Dinghy: Bronze

- Frank McLaughlin & Martin Tenhove
470er: 15. Platz

- Witold Gesing & Lawrence Lemieux
Star: 13. Platz

- Brian Sweeney & David Sweeney
Tornado: 9. Platz

- Evert Bastet & Terry McLaughlin
Flying Dutchman: Silber

- Stephen Calder, Hans Fogh & John Kerr
Soling: Bronze

### Synchronschwimmen
Frauen
- Sharon Hambrook
Einzel: Vorrunde
Duett: Silber

- Kelly Kryczka
Einzel: Vorrunde
Duett: Silber

- Carolyn Waldo
Einzel: Silber

### Turnen
| Männer - Philippe Chartrand Einzelmehrkampf: 18. Platz Mannschaftsmehrkampf: 7. Platz Boden: 36. Platz in der Qualifikation Pferd: 40. Platz in der Qualifikation Barren: 31. Platz in der Qualifikation Reck: 12. Platz in der Qualifikation Ringe: 15. Platz in der Qualifikation Seitpferd: 41. Platz in der Qualifikation - Daniel Gaudet Einzelmehrkampf: 33. Platz Mannschaftsmehrkampf: 7. Platz Boden: 21. Platz in der Qualifikation Pferd: 63. Platz in der Qualifikation Barren: 50. Platz in der Qualifikation Reck: 48. Platz in der Qualifikation Ringe: 12. Platz in der Qualifikation Seitpferd: 58. Platz in der Qualifikation - Warren Long Einzelmehrkampf: 19. Platz Mannschaftsmehrkampf: 7. Platz Boden: 35. Platz in der Qualifikation Pferd: 7. Platz Barren: 37. Platz in der Qualifikation Reck: 56. Platz in der Qualifikation Ringe: 51. Platz in der Qualifikation Seitpferd: 30. Platz in der Qualifikation - Frank Nutzenberger Einzelmehrkampf: 49. Platz in der Qualifikation Mannschaftsmehrkampf: 7. Platz Boden: 49. Platz in der Qualifikation Pferd: 56. Platz in der Qualifikation Barren: 46. Platz in der Qualifikation Reck: 25. Platz in der Qualifikation Ringe: 42. Platz in der Qualifikation Seitpferd: 58. Platz in der Qualifikation - Brad Peters Einzelmehrkampf: 37. Platz in der Qualifikation Mannschaftsmehrkampf: 7. Platz Boden: 60. Platz in der Qualifikation Pferd: 40. Platz in der Qualifikation Barren: 27. Platz in der Qualifikation Reck: 51. Platz in der Qualifikation Ringe: 33. Platz in der Qualifikation Seitpferd: 12. Platz in der Qualifikation - Allan Reddon Einzelmehrkampf: 51. Platz in der Qualifikation Mannschaftsmehrkampf: 7. Platz Boden: 25. Platz in der Qualifikation Pferd: 16. Platz in der Qualifikation Barren: 37. Platz in der Qualifikation Reck: 45. Platz in der Qualifikation Ringe: 46. Platz in der Qualifikation Seitpferd: 66. Platz in der Qualifikation | Frauen - Anita Botnen Einzelmehrkampf: 17. Platz Mannschaftsmehrkampf: 5. Platz Boden: 23. Platz in der Qualifikation Pferd: 56. Platz in der Qualifikation Stufenbarren: 23. Platz in der Qualifikation Schwebebalken: 19. Platz in der Qualifikation - Kelly Brown Einzelmehrkampf: 50. Platz in der Qualifikation Mannschaftsmehrkampf: 5. Platz Boden: 62. Platz in der Qualifikation Pferd: 6. Platz Stufenbarren: 44. Platz in der Qualifikation Schwebebalken: 56. Platz in der Qualifikation - Andrea Thomas Einzelmehrkampf: 14. Platz Mannschaftsmehrkampf: 5. Platz Boden: 19. Platz in der Qualifikation Pferd: 21. Platz in der Qualifikation Stufenbarren: 27. Platz in der Qualifikation Schwebebalken: 28. Platz in der Qualifikation - Jessica Tudos Einzelmehrkampf: 36. Platz in der Qualifikation Mannschaftsmehrkampf: 5. Platz Boden: 37. Platz in der Qualifikation Pferd: 36. Platz in der Qualifikation Stufenbarren: 42. Platz in der Qualifikation Schwebebalken: 33. Platz in der Qualifikation - Bonnie Wittmeier Einzelmehrkampf: 13. Platz Mannschaftsmehrkampf: 5. Platz Boden: 40. Platz in der Qualifikation Pferd: 28. Platz in der Qualifikation Stufenbarren: 21. Platz in der Qualifikation Schwebebalken: 17. Platz in der Qualifikation - Gigi Zosa Einzelmehrkampf: 28. Platz in der Qualifikation Mannschaftsmehrkampf: 5. Platz Boden: 30. Platz in der Qualifikation Pferd: 28. Platz in der Qualifikation Stufenbarren: 36. Platz in der Qualifikation Schwebebalken: 26. Platz in der Qualifikation |

### Volleyball
| Männer - 4. Platz - Kader Rick Bacon John Barrett Allan Coulter Terry Danyluk Paul Gratton Glenn Hoag Dave Jones Tom Jones Alex Ketrzynski Garth Pischke Don Saxton Randy Wagner | Frauen - 8. Platz - Kader Rachel Beliveau Barb Broen Ouellette Caroline Côté Karen Fraser Joyce Gamborg Monica Hitchcock Josée Lebel Lise Martin Tracy Mills Diane Ratnik Suzi Smith Audrey Vandervelden |

### Wasserball
Männer
- 10. Platz

- Kader
John Anderson
René Bol
Geoff Brown
Brian Collyer
Simon Deschamps
Dominique Dion
George Gross
Sylvain Huet
Alex Juhasz
Bill Meyer
Paul Pottier
Gordon Van Tol
Rick Zayonc

### Wasserspringen
| Männer - David Bédard Turmspringen: 8. Platz - Mike Mourant Kunstspringen: 23. Platz in der Qualifikation - Mark Rourke Turmspringen: 12. Platz - Randy Sageman Kunstspringen: 14. Platz in der Qualifikation | Frauen - Sylvie Bernier Kunstspringen: Gold - Debbie Fuller Kunstspringen: 8. Platz Turmspringen: 6. Platz - Kathy Kelemen Turmspringen: 17. Platz in der Qualifikation |